# Copiapoa decorticans
Copiapoa decorticans ist eine Pflanzenart aus der Gattung Copiapoa in der Familie der Kakteengewächse (Cactaceae). Das Artepitheton decorticans stammt aus dem Lateinischen und bedeutet ‚mit abblätternder Rinde‘.

## Beschreibung
Copiapoa decorticans wächst zuerst einzeln und bildet später lockere Gruppen mit einem Durchmesser bis zu 1,5 Meter. Die basal sich teilenden gelblich grünen Triebe werden bis zu 40 Zentimeter lang und länger und erreichen dabei Durchmesser von vier bis acht Zentimeter. Die 14 bis 20 Rippen sind nur um die Areolen herum verdickt. Die Areolen stehen etwa ein Zentimeter voneinander entfernt. Sie sind im Jugendstadium zuerst mit spärlich grauer Wolle besetzt, dann später nackt. Die Dornen sind jung braun. Im Alter werden sie hell strohfarben, manchmal mit dunkler Spitze. Es werden ein bis vier abstehende, kurz und kräftige Mitteldornen bis zu ein Zentimeter lang oder schlanker und bis zu zwei Zentimeter lang und acht bis zwölf ausstrahlende Randdornen bis zu 1,5 Zentimeter lang unterschieden.
Die weit geöffneten gelben Blüten sind bis zu drei Zentimeter im Durchmesser groß. Die Blütenknospe ist rötlich. Die Früchte sind unbekannt. Die Samen sind glänzend schwarz braun.

## Verbreitung, Systematik und Gefährdung
Copiapoa decorticans ist in Chile in der Region  Antofagasta zwischen Quebrada Botija bis nördlich von Paposo verbreitet.
Die Erstbeschreibung erfolgte 2002 durch Nigel Paul Taylor und Graham J. Charles.
In der Roten Liste gefährdeter Arten der IUCN wird die Art als „Critically Endangered (CR)“, d. h. als vom Aussterben bedroht geführt.

## Nachweise